# جنگی‌پور، قاضی‌پور
جنگی‌پور (به انگلیسی: Jangipur) یک منطقهٔ مسکونی در هند است که در شهرستان قاضی‌پور واقع شده‌است.

## خصوصیات
جنگی‌پور  ۱۱٬۱۰۰ نفر جمعیت دارد.